# Statement
Statement es el tercer álbum de la banda americana Nonpoint, y su debut en un sello multinacional. Fue lanzado vía MCA Records en el año 2000.

## Lista de canciones
| N.º | Título | Duración |  |
| 1.  | «Mindtrip» | 4:04     |  |
| 2.  | «Victim» | 3:20     |  |
| 3.  | «Endure» | 2:58     |  |
| 4.  | «Back Up» | 3:16     |  |
| 5.  | «What a Day» | 3:18     |  |
| 6.  | «Misled» | 3:26     |  |
| 7.  | «DoubleStakked» | 7:43     |  |
| 8.  | «Orgullo» | 4:23     |  |
| 9.  | «Year» | 3:20     |  |
| 10. | «Hive» | 3:45     |  |
| 11. | «Levels» | 3:43     |  |
| 12. | «Tribute "Children's Story", "Woo Hah, Got You All in Check", "Method Man"» (Cover de Slick Rick, Busta Rhyme y Method Man respectivamente.) | 4:29     |  |

| Edición Japonesa |                     |          |  |
| N.º              | Título              | Duración |  |
| 13.              | «X-Today Theme»     | 1:47     |  |
| 14.              | «What A Day (live)» | 3:16     |  |

## Créditos
Miembros
- Elias Soriano - Voz
- Robb Rivera - Batería
- Ken MacMillan - Bajo, Coros
- Andrew Goldman - Guitarra, Coros

Producción
- Jason Bieler - productor, ingeniero de sonido
- Keith Rose - ingeniero de sonido
- Matt Swig - fotografía